# Michael Ford (homme politique)
Pour les articles homonymes, voir Michael Ford.
Michael Douglas Ford (né le 25 mars 1994) est un homme politique provincial canadien de l'Ontario. Il est député provincial progressiste-conservateur de la circonscription ontarienne de York-Sud—Weston de 2022 à 2025. Il est ministre dans le cabinet du premier ministre Doug Ford.

## Biographie
Il est né Michael Douglas Aldo Ford Stirpe à Toronto le 25 mars 1994 à Kathy Ford et à Ennio Stirpe. Sa mère Kathy Ford est soeur de du feu Rob Ford, maire de Toronto de 2010 à 2014, et à Doug Ford, premier ministre de l'Ontario depuis 2018. Il étudie et gradue au Richview Collegiate Institute (en) d'Etobicoke en 2012. Il change son patronyme de Stirpe pour Ford et retire son prénom Aldo en 2014, après que son père Ennio Stirpe soit reconnu coupable d'homicide involontaire en 2009 et de tentative de meurtre en 2012

## Carrière politique
Candidat lors de l'élection municipale de 2014 à Toronto pour le poste de conseiller du Ward #2 Etobicoke North, il se désiste lorsque son oncle, Rob Ford, se retire de la course à la mairie après avoir été diagnostiqué d'une tumeur abdominale. Alors que Rob Ford poursuit la course, cette fois à titre de conseiller, Michael transfère sa candidature pour un poste au conseil scolaire.
Bien que son nom de famille l'a aidé à être élu, il est reconnu comme un étant un travailleur infatigable, désireux d'apprendre et n'a pas peur de poser des questions. Il acquiert aussi une réputation de politicien plus conciliant que ses oncles entre autres lorsqu'il exprime son admiration pour Justin Trudeau pour sa participation à la semaine de la fierté de Toronto, alors que ces deux oncles critiquaient sa présence.

### Conseil municipal de Toronto
À la suite du décès de Rob Ford en mars 2016, Michael se présente à l'élection partielle dans le Ward 2 et est élu en mai,. Âgé de 22 ans, il devient alors le plus jeune conseiller de l'histoire récente du conseil à être élu. Réélu en 2018 dans le district Ward #1 Etobicoke North, nouveau district agrandie, il défait le conseiller sortant Vincent Crisanti (en)

### Politique provinciale
Annonçant vouloir se présenter sur la scène provinciale en avril 2022, il est élu en député conservateur de York-Sud—Weston en juin. Il est nommé au cabinet du premier ministre Doug Ford au poste de ministre de la Citoyenneté et du Multiculturalisme.
Il ne se représente pas aux élections de 2025.